# 静栖寺
静栖寺（じょうせいじ）は、埼玉県北葛飾郡松伏町にある真言宗智山派の寺院。

## 歴史
1623年（元和9年）、明海によって開山された。開基は石川民部家四代目の幸正である。石川民部家は松伏の豪農で、代々「民部」を名乗っていた。「静栖寺」の寺号は、幸正の父の法名「静栖」に由来する。松伏町の史跡に指定されている「静栖寺の石塔群」は、石川民部家の墓所である。
かつては仁和寺の末寺であったが、1910年（明治43年）に智積院の末寺となっている。所在地は松伏砂丘上に位置している。

## 文化財
- 釈迦十六善神図（松伏町指定有形文化財 昭和50年6月1日指定）[2]
- 十一面観音立像（松伏町指定有形文化財 昭和55年4月2日指定）[3]
- 図像鈔（松伏町指定有形文化財 昭和58年11月16日指定）[4]
- 十一面観音立像[5]（松伏町指定有形文化財 昭和58年11月16日指定）[6]
- 両界曼荼羅（松伏町指定有形文化財 昭和58年11月16日指定）[7]
- 静栖寺の松伏十景詠額（松伏町指定有形文化財 平成17年4月22日指定）[8]
- 静栖寺の石塔群（松伏町指定史跡 昭和50年6月1日指定）[9]

## 交通アクセス
- 路線バス赤岩入口停留所より徒歩5分。